# کریس اینیس
کریس اینیس (انگلیسی: Chris Innis) یک تدوین‌گر، کارگردان و تهیه‌کننده اهل ایالات متحده آمریکا است.
وی دانش‌آموختهٔ دانشگاه برکلی است و کارش را در رشته تدوین فیلم‌ها، به عنوان کارآموزِ تدوین، در فیلم‌های جی‌اف‌کی و پیشنهاد بی‌شرمانه آغاز کرد و در دو فیلم برنده و بازنده و جی. آی. جین نیز دستیارِ تدوین‌گر بود.
او در دو فیلم مرد عنکبوتی و هدیه «تدوین‌گر صدا» و در تعداد دیگری نیز، کارگردان و تهیه‌کننده بوده است.
کریس اینیس در هشتاد و دومین دوره جوایز اسکار در سال ۲۰۱۰ میلادی، بابت تدوین فیلم «مهلکه»، برندهٔ جایزه اسکار بهترین تدوین و همچنین جایزهٔ بفتا شد.

## بخشی از فیلمشناسی
- جی‌اف‌کی (فیلم)
- پیشنهاد بی‌شرمانه
- برنده و بازنده
- جی.آی. جین
- هدیه (فیلم ۲۰۰۰)
- مرد عنکبوتی (فیلم)
- مهلکه
- شناگر (فیلم ۱۹۶۸)